# خوسه ناباررو مورنس
خوسه ناباررو مورنس (اسپانیایی: José Navarro Morenés‎; ۸ دسامبر ۱۸۹۷ – ۱۳ دسامبر ۱۹۷۴) سوارکار اهل اسپانیا بود.